# Conus patae
Conus patae är en snäckart som beskrevs av Abbott 1971. Conus patae ingår i släktet Conus och familjen kägelsnäckor. Inga underarter finns listade i Catalogue of Life.

## Bildgalleri

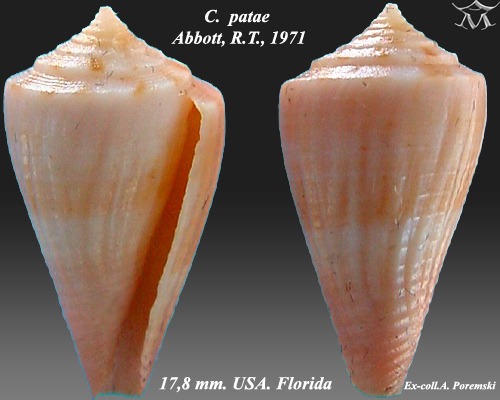
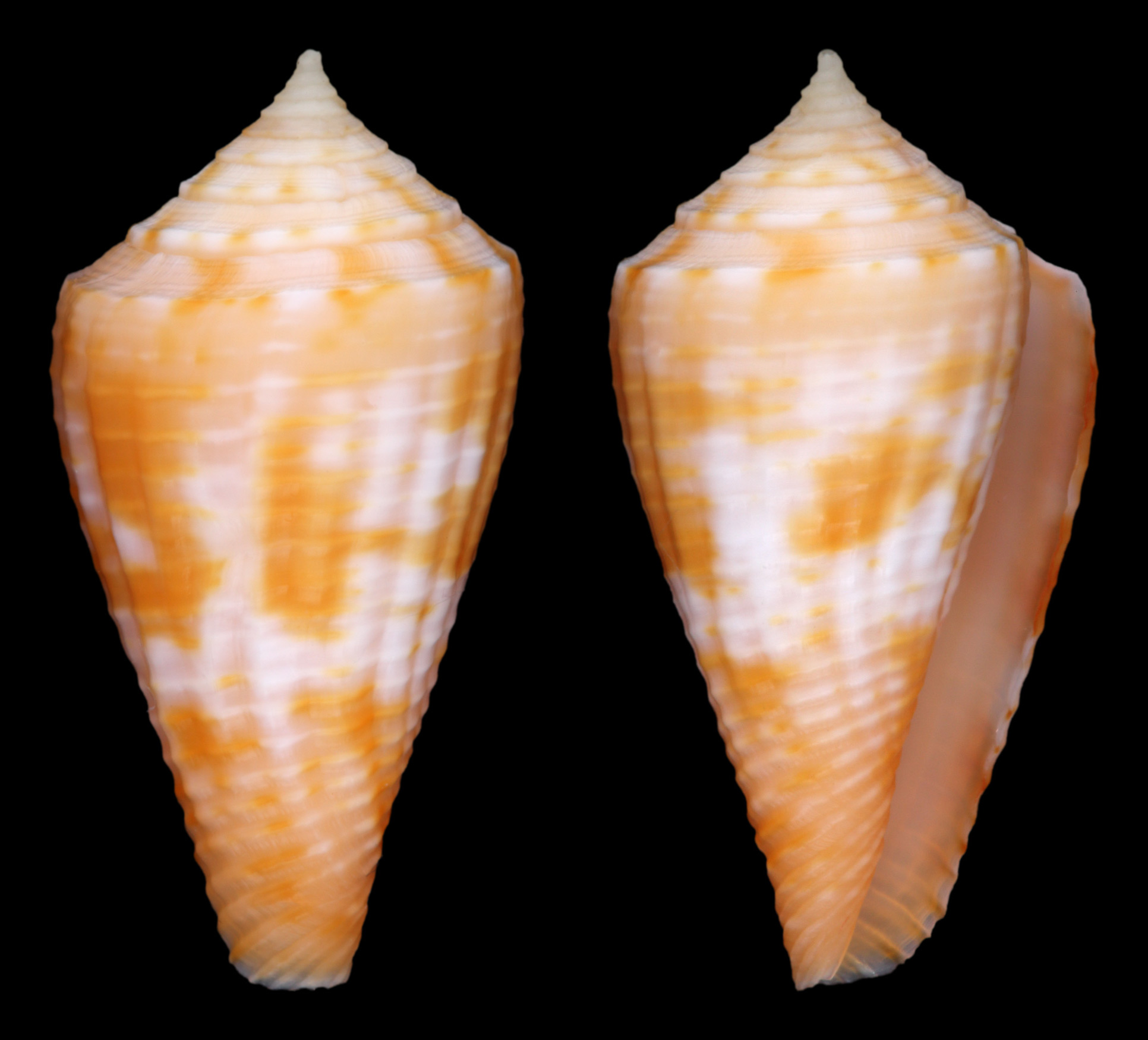